# Washington Dulles International Airport
Washington Dulles International Airport (IATA: IAD, ICAO: KIAD, FAA LID: IAD) je mezinárodní letiště v okresech Loudoun a Fairfax ve státě Virginie v USA, které leží 42 km (26 mil) západně od centra Washingtonu, D.C. a obsluhuje metropolitní oblast Baltimore–Washington. Jméno nese po Johnu Foster Dullesovi, který byl za prezidenta Eisenhowera ministrem zahraničí. Je také jedním ze tří hlavních letišť v oblasti Baltimore–Washington s 21 miliony přepravenými cestujícími za rok.